# یواس‌اس کوپاهی (سی‌وی‌یی-۱۲)
یواس‌اس کوپاهی (سی‌وی‌یی-۱۲) (به انگلیسی: USS Copahee (CVE-12)) یک کشتی بود که طول آن ۴۹۵٫۷ فوت (۱۵۱٫۱ متر) بود. این کشتی در سال ۱۹۴۱ ساخته شد.